# Obertura numèrica

L'obertura numèrica respecte a un punt P depèn del mig angle, θ1, del màxim con de llum que pot entrar o sortir de la lent i de l'índex de refracció ambiental. Quan un llapis de llum travessa un pla de vidre, el seu mig angle canvia a θ2. A causa de la llei de Snell, l'obertura numèrica segueix sent la mateixa:

En òptica, l'obertura numèrica (NA) d'un sistema òptic és un nombre adimensional que caracteritza el rang d'angles sobre els quals el sistema pot acceptar o emetre llum. En incorporar l'índex de refracció en la seva definició, NA té la propietat que és constant per a un feix a mesura que va d'un material a un altre, sempre que no hi hagi potència de refracció a la interfície. La definició exacta del terme varia lleugerament entre les diferents àrees de l'òptica. L'obertura numèrica s'utilitza habitualment en microscòpia per descriure el con d'acceptació d'un objectiu (i, per tant, la seva capacitat de captació de llum i resolució), i en fibra òptica, en què descriu el rang d'angles dins dels quals la llum que incideix a la fibra. es transmetrà al llarg d'ella.

## Òptica general

Diagrama de raigs simple que mostra els raigs principals i marginals típics

En la majoria de les àrees de l'òptica, i especialment en la microscòpia, l'obertura numèrica d'un sistema òptic com una lent objectiu es defineix per{\displaystyle \mathrm {NA} =n\sin \theta ,}on n és l'índex de refracció del medi en què treballa la lent (1,00 per a l'aire, 1,33 per a l'aigua pura i normalment 1,52 per a l'oli d'immersió; vegeu també la llista d'índexs de refracció), i θ és la meitat- angle del màxim con de llum que pot entrar o sortir de la lent. En general, aquest és l'angle del raig marginal real del sistema. Com que s'inclou l'índex de refracció, el NA d'un llapis de raigs és invariant ja que un llapis de raigs passa d'un material a un altre a través d'una superfície plana. Això es mostra fàcilment reordenant la llei de Snell per trobar que n sin θ és constant a través d'una interfície.
A l'aire, l'obertura angular de la lent és aproximadament el doble d'aquest valor (dins de l'aproximació paraxial). El NA es mesura generalment respecte a un objecte o punt d'imatge en particular i variarà a mesura que es mou aquest punt. En microscòpia, NA generalment es refereix a l'obertura numèrica de l'espai objecte tret que s'indiqui el contrari.
En microscòpia, NA és important perquè indica el poder de resolució d'una lent.
L'obertura numèrica s'utilitza per definir la "mida del pou" en formats de disc òptic.
Augmentant l'ampliació i l'obertura numèrica de l'objectiu es redueix la distància de treball, és a dir, la distància entre la lent frontal i la mostra.

### Obertura numèrica versus nombre f

Obertura numèrica d'una lent fina

L'obertura numèrica no s'utilitza normalment en fotografia. En canvi, l'obertura angular d'una lent (o d'un mirall d'imatge) s'expressa amb el nombre f, escritf/N, on N és el nombre f donat per la relació entre la distància focal f i el diàmetre de la pupil·la d'entrada D :{\displaystyle N={\frac {f}{D}}.}Aquesta relació està relacionada amb l'obertura numèrica imatge-espai quan la lent s'enfoca a l'infinit. D'acord amb el diagrama de la dreta, l'obertura numèrica de l'espai d'imatge de la lent és:{\displaystyle {\text{NA}}_{\text{i}}=n\sin \theta =n\sin \left[\arctan \left({\frac {D}{2f}}\right)\right]\approx n{\frac {D}{2f}},}així N ≈ 12NAi
L'aproximació es manté quan l'obertura numèrica és petita, però resulta que per a sistemes òptics ben corregits, com ara lents de càmera, una anàlisi més detallada mostra que N és gairebé exactament igual a 1/(2NAi) fins i tot a grans obertures numèriques. Com explica Rudolf Kingslake, "És un error comú suposar que la proporció [ D/2f ] és realment igual a tan θ, i no sin θ... La tangent, per descomptat, seria correcta si els plans principals fossin No obstant això, la teoria completa de la condició sinusoïdal d'Abbe mostra que si una lent es corregeix pel coma i l'aberració esfèrica, com han de ser tots els bons objectius fotogràfics, el segon pla principal es converteix en una porció d'una esfera de radi f centrada al voltant del punt focal". En aquest sentit, la definició i la il·lustració tradicionals de lent prima del nombre f són enganyoses, i definir-la en termes d'obertura numèrica pot ser més significatiu.